# Aglaojoppa centummaculata
Aglaojoppa centummaculata là một loài tò vò trong họ Ichneumonidae.